# Mycena rubroglobulosa
Mycena rubroglobulosa är en svampart som beskrevs av Segedin 1991. Mycena rubroglobulosa ingår i släktet Mycena och familjen Mycenaceae.   Inga underarter finns listade i Catalogue of Life.